# Pequeña Caracas

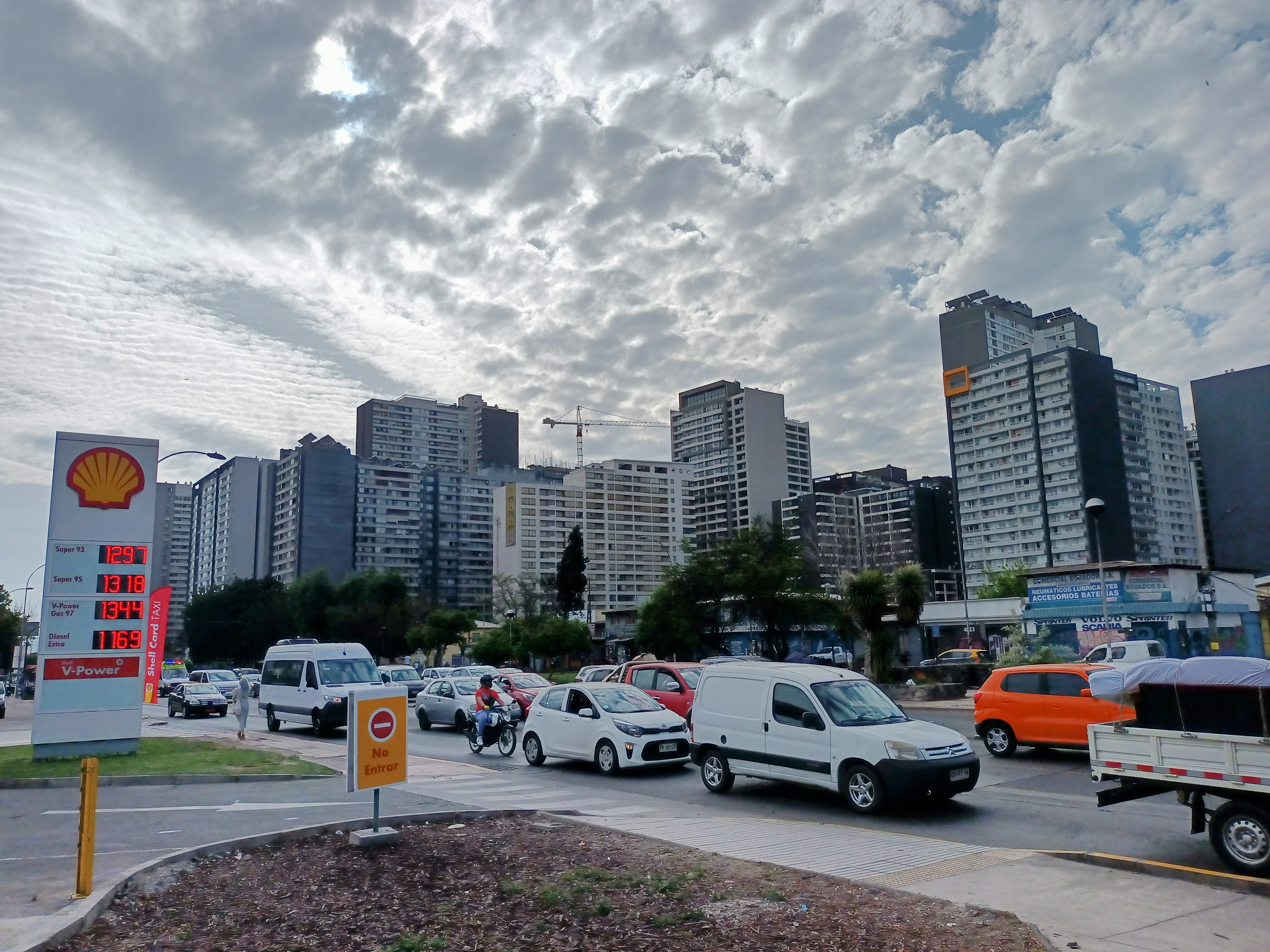
Vista hacia la Pequeña Caracas desde la Alameda. El evidente modelo de expansión vertical del barrio ha provocado cambios urbanísticos y sociales

Como Pequeña Caracas es conocido de manera informal y coloquial a un sector de la comuna chilena de Estación Central, comprendido entre ocho cuadras hacia el lado norte de la Avenida Libertador General Bernardo O'Higgins, entre las avenidas General Velásquez y Las Rejas, en el límite comunal con Lo Prado. La parte más oriental del sector forma parte de manera oficial al Barrio Pila del Ganso. Es caracterizado por una gran concentración de inmigrantes venezolanos — y en menor medida de otros caribeños, como colombianos y dominicanos — , quienes viven en una área densamente concentrada de edificios en altura destinados a residencias multifamiliares. El origen del nombre no significa que dichos inmigrantes tengan una procedencia mayoritariamente caraqueña, sino que es usado el nombre de la capital nacional venezolana como referencia alusiva al país, tal como es el caso de la Pequeña Lima con los inmigrantes peruanos en el centro de la ciudad por el sector circundante a la Plaza de Armas.

## Cambios urbanísticos y sociales
El área comprendida dentro de los límites de la Pequeña Caracas, sufrió importantes modificaciones en términos urbanísticos durante la década de 2010, pasando de ser un sector donde predominaban casas de uno o dos pisos habitadas por familias chilenas residentes por décadas en la comuna, a un sector con una gran irrupción de torres de departamentos, las cuales alteraron el paisaje urbano del barrio y otras situaciones, como el tránsito vehicular. En algunos casos, la arquitectura de dichos edificios que comprendían departamentos destinados teóricamente a estudiantes y personas solas en viviendas entre 28 a 35 metros cuadrados en promedio, permitió que bajo esta premisa y sumado a lo laxo de la normativa del plano regulador municipal hasta ese momento, la municipalidad aprobara los permisos de edificación para la construcción masiva de estos edificios, lo que abarataría el precio de la vivienda en relación con el costo de los arriendos, pago de créditos hipotecarios y costos asociados a la mantención de las viviendas, las cuales por sus dimensiones y condiciones de habitabilidad, pasaron a denominarse peyorativamente como guetos verticales, con falta de áreas verdes y espacios comunes en sus interiores. Dicha situación no fue como lo planeado en la práctica debido a varios factores, entre los que se cuentan el déficit de viviendas en la Región Metropolitana de Santiago, además la imposibilidad bajo un punto de vista legal de restringir la habitabilidad de estas viviendas a una sola persona, entre otras razones, enfrentándose a situaciones de hacinamiento, falta de privacidad en las moradas por la proximidad entre los edificios, ausencia de luminosidad natural en las calles y edificios por falta de planeamiento urbanístico. En 2022, quince de estos proyectos inmobiliarios se encontraban paralizados por incumplimientos a la normativa vigente de edificación. Otros cambios sociales que se han podido experimentar en el sector es el aumento de denuncias por ruidos molestos durante las madrugadas, el incremento de robos y asaltos, narcotráfico, la precarización laboral con la aparición masiva de vendedores ambulantes en situación migratoria irregular, prostitución, entre otras problemáticas.
Como consecuencia luego de reiteradas críticas por parte de sectores expertos en urbanismo y arquitectura en Chile, quienes comenzaron a utilizar a este sector como un ejemplo de como no se deben realizar las cosas en la ciudad en esta materia, la Municipalidad de Estación Central realizó cambios importantes en sus políticas de urbanización a partir de 2017, evitando así la desregularización y los vacíos legales que permitan el levantamiento de edificios que densifiquen y precaricen las condiciones de habitabilidad en la comuna, añadiendo incluso mayores requisitos y condiciones en la construcción de zonas más afectadas y conflictivas, en concordancia y alinéandose con las políticas públicas vinculadas al derecho a la vivienda de la ciudad de Santiago en su conjunto, como lo es el Plan Regulador Metropolitano.
Finalmente, en julio de 2025 el Alcalde Felipe Muñoz Vallejos firma el decreto con el cual se establece el primer Plan Regulador de Estación Central en sus 40 años de historia, poniendo fin a esta forma de construcción en la mencionada comuna.